# Nembes
Els nembes són els membres d'un clan ijaw que viuen a l'estat de Bayelsa. Hi ha avantpassats dels nembes que provenen de diverses seccions de pobles ijaws i al segle xvi es van ajuntar amb immigrants iweres provenents de Benin City. Els nembes s'han organitzat políticament en el Regne de Nembe. Parlen el dialecte nembe, que és el principal de la llengua ijo del sud-est; aquesta llengua, fins i tot, a vegades s'anomena com nembe. Segons l'ethnologue, el 1977 hi havia 66.000 parlants de nembe.
Els nembes es van originar entre el segle x i el segle XIV d. de C.

## Història
Els avantpassats més antics (anomenats pels nembes, Oru-Otu- gent ancestral) van provenir dels assentaments d'Olodiama i d'Oporoma; entre aquests hi va haver els fundadors d'Olodiamabiri i Onyomabiri. Alguns van marxar des de Kolokuma i van fundar Obolomabiri i els que van emigrar d'Isomabou van fundar la ciutat d'Ogbolomabiri; també foren avantpassats seus els que van fundar Wakirike i altres ciutats. Descendents de tots aquests es van incorporar posteriorment al Regne de Nembe.
La primera regió nembe pròpiament dita fou coneguda com a Ujo-Nembe i incorporava els antics assentaments d'Olodiamabiri, Obolomabiri i Onyomabiri; aquests, abans havien estat ciutats independents amb els seus propis reis-sacerdots.
Abans de mitjans del segle XV immigrants iweres que provenien de Benin City i ogbobonis van arribar a Nembe. Aquests, per a esdevenir ijaws, van fer rituals d'aculturació i d'iniciació i foren incorporats a la comunitat i van rebre terres per a cultivar. En aquesta època hi va haver disputes internes entre Olodiamabiri i Obolomabiri que van explotar els nous immigrants que, amb l'ajuda d'una sacerdotessa, van fer que aquests dos grups es dispersessin. Així, els iweres i els ogbobonis van prendre el control del regne. Aquest període és conegut com a "Mini Nembe". Però, poc temps després, els olodiames van retornar i van tornar a prendre el poder. Els olodiamabiris i els obolomabiris es van unir sota una autoritat política centralitzada i van absorbir els onyomabiris.
Els nembes van estar molt involucrats en la captura d'esclaus per al comerç amb els europeus. També van tenir guerres amb els seus veïns per a mantenir les rutes comercials i van incorporar molts pobles veïns a la seva societat com esclaus (o servents) i ciutadans lliures, sobretot a iweres i igbos; això va contribuir a la modificació de la seva llengua ijaw i a la formació del seu dialecte.